# W85

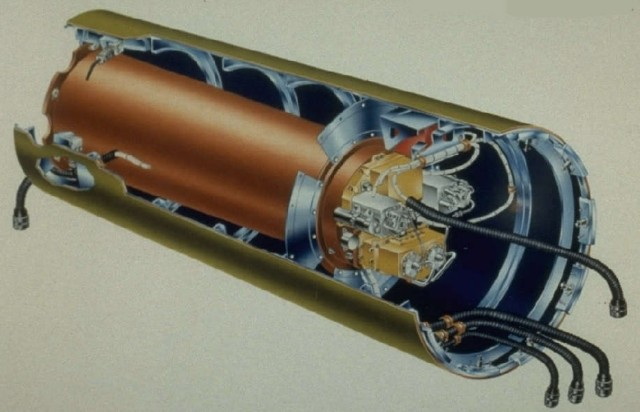
Ilustração da W85.

W85 é uma linha de ogivas nucleares dos Estados Unidos, com um rendimento variável entre 5 e 80 quilotons. Foi projetada para ser usada nos misseis Pershing 2, tem 13 polegadas de diâmetro e 42 polegadas de comprimento e pesa 880 libras. O seu poder de destruição é causado por uma bola de fogo de 160 metros, que dura um segundo, e o calor produzido pela fissão causa queimaduras fatais a qualquer pessoa que desprotegida num raio de 3,4 km a partir do epicentro da explosão.[carece de fontes?]
Mesmo sendo uma ogiva pequena, tem um poder de destruição maior do que as bombas de Hiroshima e Nagasaki.[carece de fontes?]